# یودل کن!
«یودل کن!» تک‌آهنگی از هنرمند اهل رومانی ایلینکا باسیلا، الکس فلوره‌آ است. این ترانه نماینده رومانی در یوروویژن ۲۰۱۷ بود که به رتبه هفتم رسید.